# Albumasar
Ya'far ibn Muḥammad Ibn 'Umar Abū Ma'shar al-Baljī (10 de agosto de 787, Balj, Afganistán - 9 de marzo de 886, al-Wasit, Irak), también conocido como al-Falaki o Albumasar fue un matemático, astrónomo y astrólogo persa, además de ser de los primeros filósofos islámicos. Muchas de sus obras fueron traducidas al latín, y era bien conocido por los matemáticos, astrónomos y astrólogos europeos durante la Edad Media. Según dice Ibn al Nadim en su famosa obra Al Fihrist, Abu Ma'shar era adversario de Al Kindí hasta que, con el tiempo, se convirtió en uno de sus alumnos más cercanos. Abu Ma'shar causó gran polémica porque aseveró que los 99 nombres de Dios que se mencionan en el Corán tenían su origen en el siríaco.

## Astrología y filosofía natural
Richard Lemay ha argumentado que los escritos de Albumasar fueron, muy posiblemente, la fuente singular más importante de las teorías naturales de Aristóteles para los eruditos europeos, comenzando poco antes de la mitad del siglo XII.
La obra por la que fue más conocido en Europa es su Kitab al Madjal al Kabir, libro traducido por Juan de Sevilla en 1133 con el título Liber introductorius maior  y que en 1140 Germán de Carintia vuelve a traducir con el título Introductorium in astronomiam. En esta obra estableció la tesis de que hay un determinismo astrológico «en el contexto de una defensa de la astrología frente a sus detractores».

## Astronomía y astrología
Abu Ma'shar ha sido acreditado como el primer astrónomo en definir edades astrológicas (la Era de Acuario, la Era de Piscis, etc.), sobre la base de la precesión de los equinoccios a través del zodiaco. Su pensamiento astrológico fue influenciado por el zoroastrismo, el hermetismo que practicaron los sabeos de Harrán, la ciencia griega y la astrología mesopotámica.
Albumasar desarrolló un modelo del sistema solar que algunos han interpretado como heliocentrista. Esto se debe a que sus revoluciones orbitales son dadas en términos heliocéntricos, en vez de geocéntricos (y el único sistema conocido en que eso ocurre es el heliocéntrico). Su trabajo sobre su teoría planetaria no ha sobrevivido, pero su información astronómica fue recuperada por al-Hashimi y al-Biruni.
Abu Ma'shar sostuvo que la astrología fue una ciencia revelada a los conocedores por una fuente divina, pero que los hombres la olvidaron. Las tablas que menciona Said Al Andalusí como mérito suyo estaban fundadas, según él, en un viejo manuscrito que permaneció oculto en Isfahán desde antes del diluvio. El antes mencionado determinismo consiste en la tesis de que hay un riguroso encadenamiento causal desde Dios hasta la más insignificante cosa del mundo, pasando por las estrellas que influyen en todos los acontecimientos que suceden en el mundo sublunar. Puesto que Dios es fuente de todo movimiento, de él depende todo acontecer en un mundo vinculado causalmente. Sin embargo, hay una diferencia entre aquello ontológicamente necesario e imposible y lo que es posible. Lo necesario e imposible se caracterizan porque que el modo de ser que expresan no implica modificación alguna, se mantienen en la existencia o en la inexistencia, respectivamente. Pero para lo accidental, en tanto que se encuentra en la esfera de la generación y de la corrupción, es posible que pase de la existencia a la no existencia y viceversa. Para Abu Ma’shar no es necesario sino observar el mundo para constatar que existe la contingencia a la que apela en su argumento. Apoyado en Aristóteles, afirma que la accidentalidad se origina debido a la capacidad de la materia para recibir tanto una cualidad como su contrario, así, el agua puede ser fría o caliente, por ejemplo. En el hombre la contingencia le trae la posibilidad de dirigir sus propios movimientos, es decir, de elegir. Esto, no obstante, está limitado por su naturaleza corporal y aquello de lo que está hecho.

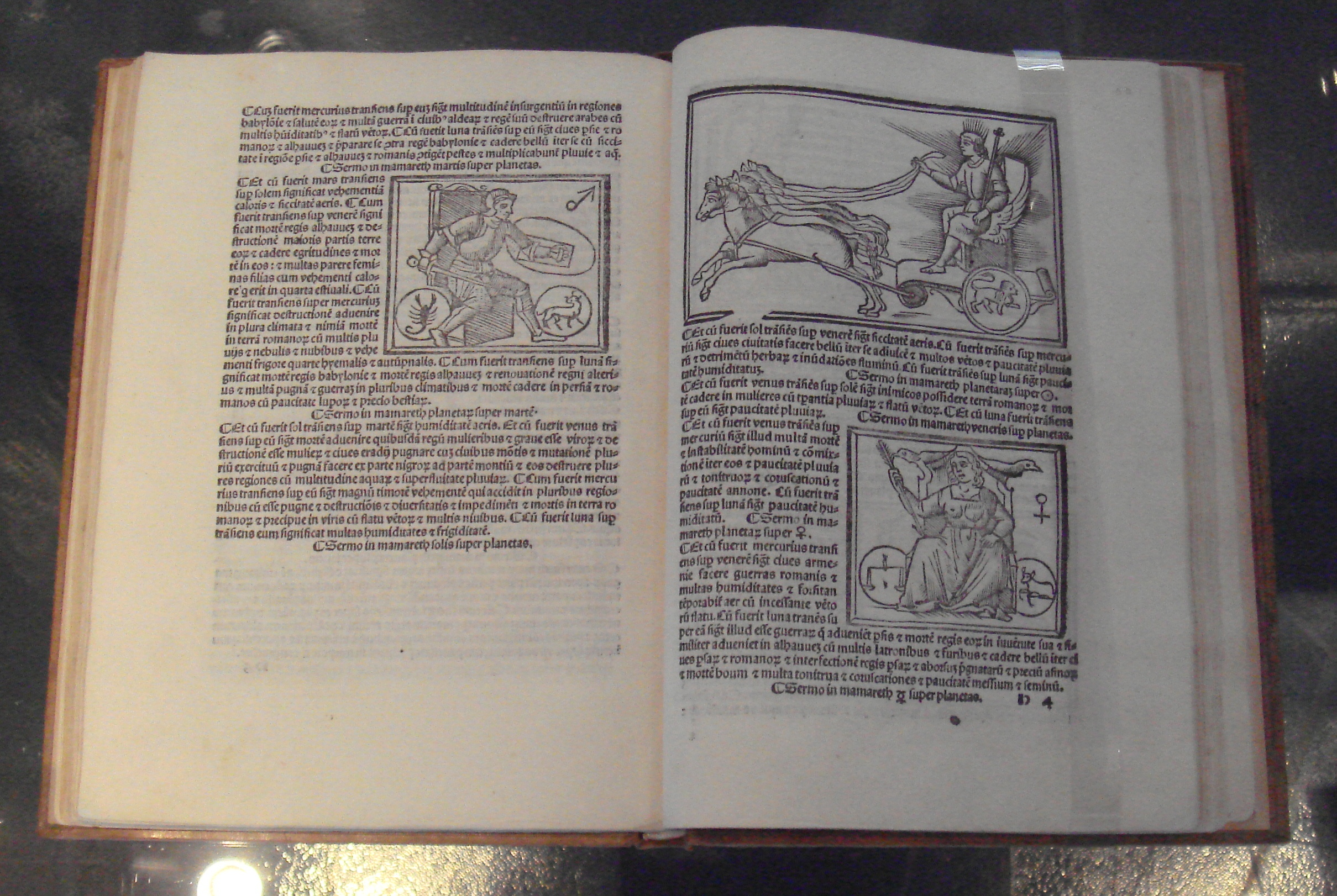
Traducción de De Magnis Coniunctionibus de Albumasar.

Para Abu Ma'shar en el tránsito de la potencia al acto un ser es susceptible ya sea de ser absorbido por la necesidad o por la imposibilidad: una vez que ha venido a ser, su potencialidad, en la que su contingencia residió el no subsistir durante mucho tiempo, debe ser incluida en la categoría de lo necesario y, por otro lado, si no se materializa, es porque el ente en cuestión es una cierta clase de imposible.
Además, Abu Ma'shar sostiene que ello no implica reducir la capacidad de decisión de los seres humanos; las influencias celestes no minan la contingencia, ya que esta depende justo de las transformaciones de la materia por influjo de los movimientos celestes. El alma racional del hombre tiene una capacidad deliberativa, es decir, un poder similar al de las estrellas. Los cuerpos, por otro lado, son aptos para recibir influencias de las estrellas que colocan en ellos determinadas capacidades. Así, saber manejar la relación entre las almas humanas y las celestes como entre la forma en la que los cuerpos son influenciados por los movimientos celestes es lo que hace posible el ejercicio de la astrología y lo que le da un inmenso valor para dirigir la vida de los seres humanos.